# Lisa Edelstein

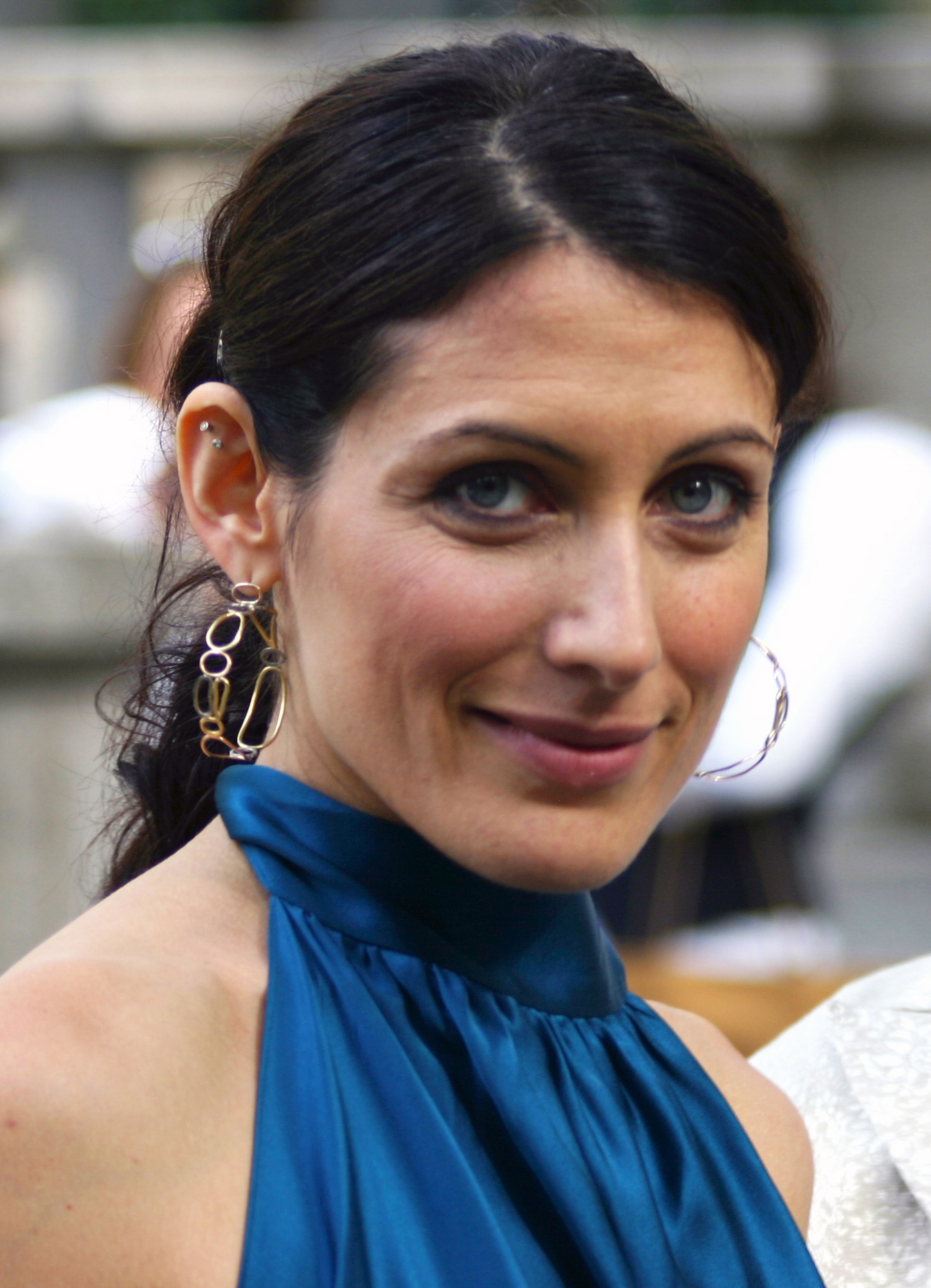
Lisa Edelstein (2007)

Lisa Edelstein (* 21. Mai 1967 in Boston, Massachusetts) ist eine US-amerikanische Schauspielerin. Bekannt wurde sie vor allem durch ihre Rolle der Krankenhausleiterin Dr. Lisa Cuddy in der US-Serie Dr. House.

## Leben und Karriere
Edelstein ist die Tochter des jüdischen Ehepaars Alvin und Bonnie Edelstein. Sie wuchs in Boston, Massachusetts auf und studierte Theater an der New York University. Während des Studiums begann auch ihre Karriere als Schauspielerin. Ihre erste Filmrolle hatte sie in Oliver Stones The Doors (1991). Nach vielen Produktionen unter anderem am Broadway schrieb und spielte sie im Musical Positive Me am Ellen Stuart’s La Mama, in Manhattan. Positive Me war eines der ersten Musicals, das sich mit AIDS auseinandersetzte.
Erste Erfahrung im Fernsehen sammelte Edelstein als Moderatorin der Show Awake on the Wild Side. Danach spielte sie in verschiedenen Fernsehserien eine große Bandbreite von Rollen. Einige Beispiele dafür sind eine Edel-Prostituierte in The West Wing, eine Transfrau in Ally McBeal, eine sexbesessene Künstlerin in Frasier und eine jüdisch-orthodoxe Frau, die den Rückhalt ihrer Familie verliert, in Family Law. Auch in der Sitcom Seinfeld hatte sie einige Auftritte. Weiterhin spielte sie in Practice – Die Anwälte die Freundin von James Spader. Von 2004 bis 2011 spielte sie die Dr. Lisa Cuddy in der Erfolgsserie Dr. House, die sie nach der siebten Staffel verließ.

## Filmografie (Auswahl)
- 1991: The Doors

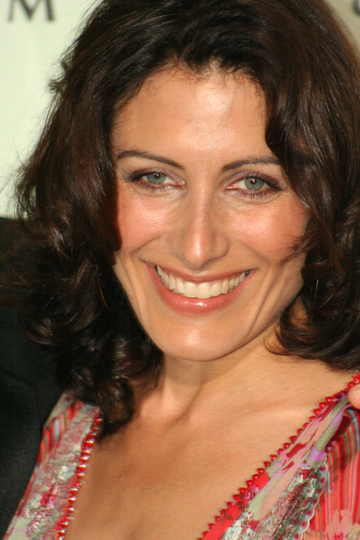
Edelstein (2006)

- 1993: Seinfeld (Fernsehserie, 2 Folgen)
- 1994: Perfect Love Affair (Love Affair)
- 1995–1996: Zwei Singles im Doppelbett (Almost Perfect, Fernsehserie, 8 Folgen)
- 1996: Beziehungsweise (Relativity, Fernsehserie, 7 Folgen)
- 1996: Cybill (Fernsehserie, Folge 4x06 Die Erde bebt)
- 1997: Besser geht’s nicht (As Good As It Gets)
- 1997: Emergency Room – Die Notaufnahme (ER, Fernsehserie, Folge 4x01 Vorsicht, Kamera!)
- 1997: Frasier (Fernsehserie, Folge 5x19 Einmal aus dem Bauch)
- 1998: L.A. Without a Map
- 1998: I’m Losing You
- 1998: Susan’s Plan
- 1998: Den Kopf in der Schlinge (Indiscreet)
- 1999–2000: The West Wing – Im Zentrum der Macht (The West Wing, Fernsehserie, 5 Folgen)
- 1999: 30 Days
- 1999: L.A. Doctors (Fernsehserie, Folge 1x16 Baby, It's Cold Outside)
- 2000–2001: Ally McBeal (Fernsehserie, 5 Folgen)
- 2000: Glauben ist alles! (Keeping the Faith)
- 2000: Was Frauen wollen (What Women Want)
- 2001: Black River
- 2001–2002: Felicity (Fernsehserie, 6 Folgen)
- 2002: Leap of Faith (Fernsehserie, sechs Folgen)
- 2003: A Date with Darkness: The Trial and Capture of Andrew Luster (Fernsehfilm)
- 2003: Practice – Die Anwälte (The Practice, Fernsehserie, 2 Folgen)
- 2003: Der Kindergarten Daddy (Daddy Day Care)
- 2003: Without a Trace – Spurlos verschwunden (Without a Trace, Fernsehserie, Folge 2x09 Die falsche Tochter)
- 2004: Für alle Fälle Amy (Judging Amy, Fernsehserie, Folge 5x19 Power-Dating)
- 2004–2011: Dr. House (House, Fernsehserie, Folgen 1x01-7x23)
- 2005: Fathers and Sons
- 2005: Say Uncle
- 2006: Verbraten und Verkauft (Grilled)
- 2008: Special Delivery
- 2011: Good Wife (The Good Wife, Fernsehserie, 3 Folgen)
- 2012: Elementary (Fernsehserie, Folge 1x08)
- 2013: Castle (Fernsehserie, Folgen 6x01-6x03)
- 2013: Scandal (Fernsehserie, Folge 2x16)
- 2013: House of Lies (Fernsehserie, Folgen 2x05, 2x07)
- 2013–2014: Die Legende von Korra (The Legend of Korra, Fernsehserie, Stimme von Kya)
- 2014–2018: Girlfriends’ Guide to Divorce (Fernsehserie, 45 Folgen)
- 2016: Joshy – Ein voll geiles Wochenende (Joshy)
- 2018–2019: The Good Doctor (Fernsehserie, 6 Folgen)
- 2018–2021: The Kominsky Method (Fernsehserie, 10 Folgen)
- 2019: Phoenix, Oregon
- 2021: Dr. Bird’s Advice for Sad Poets
- 2021–2023: 9-1-1: Lone Star (Fernsehserie, 12 Folgen)
- 2023: Little Bird (Fernsehserie, 5 Folgen)
- 2024: The Everything Pot
- 2025: Going Dutch (Fernsehserie, Folge 1x09)

## Auszeichnungen
- 2005: Satellite Award als Beste Nebendarstellerin in einer Serie, Miniserie oder TV-Film für Dr. House
- 2011: People’s Choice Award als Favourite Drama Actress für Dr. House